# 鈴木憲太郎

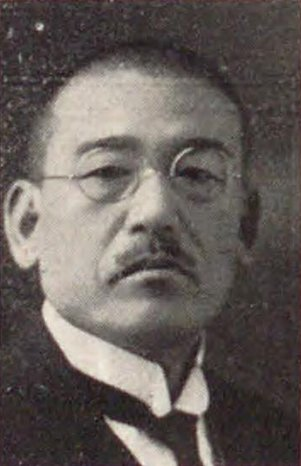
鈴木憲太郎

鈴木 憲太郎（すずき けんたろう、1882年（明治15年）9月21日 - 1953年（昭和28年）1月17日）は、日本の政治家、実業家。衆議院議員、延岡市長。

## 経歴
宮崎県臼杵郡、現在の延岡市で、衆議院議員・小林乾一郎の二男として生まれる。1901年（明治34年）、鈴木シマの入夫となり家督を相続した。
1904年（明治37年）明治法律学校（現明治大学）卒業。陸軍三等主計、岡富村議、宮崎県議、県農会長等を経て、1928年（昭和3年）第16回衆議院議員総選挙で宮崎県より衆議院議員に初当選（民政党）。以後3回当選した。また、第2,3,7代の延岡市長を務めた。実業界に於いては、延岡電気・神都電気興業各取締役等を務めた。